# フアヒネ空港
フアヒネ空港(フアヒネくうこう,Huahine Airport)とは、フランス領ポリネシアのフアヒネ島にある空港。
1. ↑  “Huahine”. WorldAeroData.   WorldAeroData. 2011年7月27日閲覧。